# Hebeloma lundqvistii
Hebeloma lundqvistii är en svampart som tillhör divisionen basidiesvampar, och som beskrevs av Jan Vesterholt. Hebeloma lundqvistii ingår i släktet fränskivlingar, och familjen buktryfflar. Arten är reproducerande i Sverige.